# Klima-Bündnis
Das Klima-Bündnis der europäischen Städte mit indigenen Völkern der Regenwälder / Alianza del Clima (kurz: Klima-Bündnis) ist ein 1990 gegründetes Netzwerk von Städten, Gemeinden und Landkreisen, die sich verpflichtet haben, das Weltklima zu schützen. Die fast 2.000 Mitglieder aus mehr als 25 europäischen Ländern setzen sich für die Reduktion der Treibhausgas-Emissionen vor Ort ein. Ihre Bündnispartner sind die indigenen Völker der Regenwälder, sie werden von der COICA vertreten, der Coordinadora de las Organizaciones Indígenas de la Cuenca Amazónica (dt.: Koordination der Indigenenorganisationen der neun Anrainerstaaten des Amazonasbeckens).
Die Mitglieder verpflichten sich zu einer kontinuierlichen Reduktion ihrer Treibhausgasemissionen im Sinne der Forderungen des Weltklimarats um mindestens 95 %  bis 2050 (gegenüber 1990). Durch den Beschluss zur Mitgliedschaft bekennen sie sich zudem zu einem umfassenden und gerechten Klimaschutz im Einklang mit den Klima-Bündnis-Prinzipien.  
Grundpfeiler des kommunalen Klimaschutzes sind Energieeinsparungen und Energieeffizienz, die Nutzung regenerativer Energiequellen und klimaschonende Mobilität. Das Klima-Bündnis berät dabei Städte und Gemeinden zur Umsetzung von Klimaschutzstrategien und entwickelt anerkannte Werkzeuge zur einheitlichen Messung und Erfassung des Energieverbrauchs und des CO2-Ausstoßes. Außerdem beteiligt sich die Organisation an Projekten und bietet Kampagnen an, die sich an unterschiedliche Zielgruppen richten. Neben den eigenen Aktivitäten ist das Bündnis Partner weiterer Kampagnen und tritt darüber hinaus auch politisch in Aktion; auf nationaler, europäischer und internationaler Ebene setzt es sich für die Anliegen der im Klimaschutz engagierten europäischen Städte und Gemeinden ein und unterstützt die Organisationen indigener Völker.
In Übereinstimmung mit einem ganzheitlichen Ansatz wurde das Klima-Bündnis als Partnerschaft zwischen europäischen Kommunen und dem Dachverband der indigenen Völker des Amazonas, der COICA gegründet: Diese hat einen festen Platz im Vorstand des Klima-Bündnis und vertritt die Interessen der indigenen Regenwaldvölker bei allen Aktivitäten. Die Klima-Bündnis-Mitglieder haben sich ihrerseits verpflichtet,
- auf die Nutzung von Tropenholz als auch von Holz aus Raubbau zu verzichten,
- Maßnahmen umzusetzen, die die biologische Vielfalt des Regenwaldes erhalten und die Rechte derer, deren Lebensgrundlage von diesen Wäldern abhängt, zu gewährleisten,
- die Rechte indigener Völker als beste „Verwalter“ der Regenwälder in nationalen und internationalen Strategien und Vereinbarungen zu unterstützen sowie
- den Dialog zwischen indigenen Völkern, Regierungen, dem privaten Sektor und internationalen Institutionen bezüglich einer ökologisch und sozial nachhaltigen Nutzung der Regenwälder zu fördern.

Mit dem Climate Star prämiert das Klima-Bündnis die besten Klimaschutzprojekte von Gemeinden in ganz Europa.
Die Geschäftsstelle des Bündnisses ist in Frankfurt am Main und Brüssel angesiedelt, in Frankfurt wird auch die Klima-Bündnis-Arbeit für Deutschland koordiniert. In Italien, Luxemburg, Österreich (Klimabündnis Österreich), der Schweiz und Ungarn existieren nationale Koordinationsstellen; die Mitglieds-Körperschaften sind in Belgien, Bulgarien, Belarus, Dänemark, Deutschland, Finnland, Frankreich, Georgien, Griechenland, Irland, Italien, Kroatien, Luxemburg, Niederlande, Nordmazedonien, Österreich, Peru, Polen, Portugal, Rumänien, Schweiz, Slowakei, Slowenien, Spanien, Tschechien, Ungarn, Ukraine verortet.